# Luigi Giulio di Savoia
Luigi Giulio di Savoia (Tolosa, 2 maggio 1660 – Petronell-Carnuntum, 13 luglio 1683) è stato un militare italiano.
Era il fratello del celebre condottiero piemontese Eugenio di Savoia, che si distinse come generale al servizio dell'Esercito del Sacro Romano Impero.

Stemma

## Biografia
Luigi Giulio nacque a Tolosa il 2 maggio 1660 dal conte Eugenio Maurizio di Savoia-Soissons e dalla nobildonna Olimpia Mancini.
Sin da giovane venne avviato alla carriera militare. Nel 1672 lo zio di Luigi Giulio, Emanuele Filiberto di Savoia-Carignano, lo invitò a trasferirsi in Piemonte per servire il Ducato di Savoia. In seguito al trasferimento gli venne assegnato il comando di una compagnia di Genti d'Armi e nel 1678 il duca Vittorio Amedeo II di Savoia lo nominò Luogotenente Generale della Provincia di Saluzzo.
Nel 1682 gli venne affidato il comando di un reggimento di Dragoni e l'anno successivo, in seguito al massiccio avanzamento delle armate ottomane, passò al servizio dell'esercito del Sacro Romano Impero.
Luigi Giulio rimase ferito, per una caduta da cavallo, in uno dei primi scontri provocati dai Turchi per conquistare Vienna, due mesi prima della famosa omonima battaglia. Spirò dopo alcuni giorni di agonia il 13 luglio 1683 a Petronell, nei pressi della capitale asburgica, a soli 23 anni. Per il suo grande valore venne soprannominato "Cavaliere di Savoia". Poco dopo la sua morte anche suo fratello Eugenio di Savoia si arruolò nell'esercito del Sacro Romano Impero e prese parte alla battaglia di Vienna, dalla quale le armate ottomane uscirono sconfitte.

## Ascendenza
|                                     |               |                            | Genitori                         |  |  | Nonni |  |  | Bisnonni                   |  |  | Trisnonni                      |  |
|                                     |               |                            |                                  |  |  |       |  |  | Carlo Emanuele I di Savoia |  |  | Emanuele Filiberto I di Savoia |  |
|                                     |               |                            |                                  |  |  |       |  |  | Carlo Emanuele I di Savoia |  |  | Emanuele Filiberto I di Savoia |  |
|                                     |               | Margherita di Francia      |                                  |  |  |       |  |  | Carlo Emanuele I di Savoia |  |  |                                |  |
| Tommaso Francesco di Savoia         |               |                            |                                  |  |  |       |  |  | Carlo Emanuele I di Savoia |  |  |                                |  |
|                                     |               | Caterina Michela d'Asburgo | Filippo II di Spagna             |  |  |       |  |  |                            |  |  |                                |  |
|                                     |               | Caterina Michela d'Asburgo | Filippo II di Spagna             |  |  |       |  |  |                            |  |  |                                |  |
|                                     |               | Caterina Michela d'Asburgo | Elisabetta di Francia            |  |  |       |  |  |                            |  |  |                                |  |
| Eugenio Maurizio di Savoia-Soissons |               | Caterina Michela d'Asburgo |                                  |  |  |       |  |  |                            |  |  |                                |  |
|                                     |               | Carlo di Borbone-Soissons  | Luigi I di Borbone-Condé         |  |  |       |  |  |                            |  |  |                                |  |
|                                     |               | Carlo di Borbone-Soissons  | Luigi I di Borbone-Condé         |  |  |       |  |  |                            |  |  |                                |  |
|                                     |               | Carlo di Borbone-Soissons  | Francesca d'Orléans-Longueville  |  |  |       |  |  |                            |  |  |                                |  |
| Maria di Borbone-Soissons           |               | Carlo di Borbone-Soissons  |                                  |  |  |       |  |  |                            |  |  |                                |  |
|                                     |               | Anna di Montafià           | Luigi di Montafià                |  |  |       |  |  |                            |  |  |                                |  |
|                                     |               | Anna di Montafià           | Luigi di Montafià                |  |  |       |  |  |                            |  |  |                                |  |
|                                     |               | Anna di Montafià           | Giovanna di Coesme               |  |  |       |  |  |                            |  |  |                                |  |
| Luigi Giulio di Savoia              |               | Anna di Montafià           |                                  |  |  |       |  |  |                            |  |  |                                |  |
|                                     | Paolo Mancini | Lorenzo II Mancini         |                                  |  |  |       |  |  |                            |  |  |                                |  |
|                                     | Paolo Mancini | Lorenzo II Mancini         |                                  |  |  |       |  |  |                            |  |  |                                |  |
|                                     | Paolo Mancini | Olimpia Massimo            |                                  |  |  |       |  |  |                            |  |  |                                |  |
| Michele Lorenzo Mancini             | Paolo Mancini |                            |                                  |  |  |       |  |  |                            |  |  |                                |  |
|                                     |               | Vittoria Capocci           | Vincenzo Capocci                 |  |  |       |  |  |                            |  |  |                                |  |
|                                     |               | Vittoria Capocci           | Vincenzo Capocci                 |  |  |       |  |  |                            |  |  |                                |  |
|                                     |               | Vittoria Capocci           | Lucrezia Glorieri                |  |  |       |  |  |                            |  |  |                                |  |
| Olimpia Mancini                     |               | Vittoria Capocci           |                                  |  |  |       |  |  |                            |  |  |                                |  |
|                                     |               | Pietro Mazarino            | Girolamo Mazarino                |  |  |       |  |  |                            |  |  |                                |  |
|                                     |               | Pietro Mazarino            | Girolamo Mazarino                |  |  |       |  |  |                            |  |  |                                |  |
|                                     |               | Pietro Mazarino            | Margherita de Franchis Passavera |  |  |       |  |  |                            |  |  |                                |  |
| Geronima Mazarino                   |               | Pietro Mazarino            |                                  |  |  |       |  |  |                            |  |  |                                |  |
|                                     |               | Ortensia Bufalini          | Giulio Buffalini                 |  |  |       |  |  |                            |  |  |                                |  |
|                                     |               | Ortensia Bufalini          | Giulio Buffalini                 |  |  |       |  |  |                            |  |  |                                |  |
|                                     |               | Ortensia Bufalini          | Francesca Belloni                |  |  |       |  |  |                            |  |  |                                |  |
|                                     |               | Ortensia Bufalini          |                                  |  |  |       |  |  |                            |  |  |                                |  |